# 1299
Évszázadok: 12. század – 13. század – 14. század
Évtizedek: 1240-es évek – 1250-es évek – 1260-as évek – 1270-es évek – 1280-as évek – 1290-es évek – 1300-as évek – 1310-es évek – 1320-as évek – 1330-as évek – 1340-es évek
Évek: 1294 – 1295 – 1296 – 1297 –  1298 – 1299 – 1300 – 1301 – 1302 – 1303 – 1304

## Események

### Határozatlan dátumú események
- I. Oszmán oszmán szultán egységbe fogja a török törzseket és megalapítja az Oszmán Birodalmat, mely nemsokára a térség meghatározó hatalma lesz.
- Az Hainaut-i grófság annektálja a Holland Grófságot Németalföldön.
- András egri püspök engedélyt szerez III. András magyar királytól arra, hogy joghatóságát – Monoszló Péter erdélyi püspök ellenében – kiterjeszthesse a máramarosi területekre is. (A máramarosi főesperesség csak egy évszázad múlva került vissza az erdélyi püspök joghatósága alá.)[1]
- A máltai Gozo egyházközségének első írásos említése.
- V. Haakon foglalja el a norvég trónt.[2]
- A korábban skót királyi címéről lemondott Jánost – a pápa közbenjárására – szabadon bocsátják a  Towerből.[3]

## Születések
- november 2. – IV. Alfonz aragóniai király († 1336)

## Halálozások
- június 29. (körül) – I. Lúcia tripoliszi grófnő (* 1265 körül)
- Ertogrül török törzsi vezér, I. Oszmán török szultán apja